# 太空世界站
太空世界站（日语：／ SPACE WORLD eki */?）是位於福岡縣北九州市八幡東區東田二丁目，九州旅客鐵道（JR九州）的鹿兒島本線車站。車站編號為JA23。
此站的日文名稱中，除外後綴（車站「駅」）外全部使用了片假名。

## 歷史
此站是在鹿兒島本線枝光至八幡之間路線變更時設置。舊枝光站至八幡站之間的走線是以呈半圓狀，沿八幡製鐵所的用地行走。隨著東田地區改變為空置地，便策劃了東田地區再開發計劃，同時新路線使用最短路俓。而枝光至八幡之間的距離由3.2公里縮短至2.2公里。
在1891年，小倉站至黑崎站之間，途經八幡東區茶屋町的「大藏線」開業，隨後至1902年，現時舊路線（戶畑線）開通，在1911年廢止。隨著改用近海的舊路線（途經戶畑站），使路線經過八幡製鐵所工場用地。在1970年代以後，生產粗鋼的主力轉移至君津製鐵所，在戶畑地區的第三技術研究所遷移至富津市，而東田地區成為空置地，隨後在1990年，位於東田地區的太空世界落成。當初距離太空世界最近的車站是在枝光站，在枝光站與太空世界之間設有行人天橋。隨後，在東田地區再開發計劃中，在太空地界以西的鹿兒島本線走線改變，消除急彎與縮短路線距離。在1999年（平成11年）7月2日，附近路線高架化，此站也啟用，替代枝光站成為最近太空世界的車站。
車站名稱是透過公開招募，並使用最多人的「太空世界」，名稱是為了方便太空世界的遊客而設。在車站附近進行一連串計劃，也是其中之一設置此站的原因。車站設在太空世界入口附近。從車站步行5分鐘即可到達「太空世界」。
在2001年（平成13年），於站前地區舉行北九州博覧祭2001時，部分特急「音速」、「有明」停站。隨後在多客期時期，特急也會臨時停站。
在2018年（平成30年）1月1日上午2時，太空世界正式結業，在結業時車站沒有改名。在2018年3月17日時間表修正前，除了早上和晚上外，快速列車停站，在修正後快速不再停站。

### 年表
- 1999年（平成11年）7月2日 - 車站啟用。同時綠色窗口開始營業[8]。
- 2009年（平成21年）3月1日 - 此站可以使用IC卡「SUGOCA」[9]。
- 2018年（平成30年）3月17日 - 不再成為快速列車停車站[7]。

## 車站構造
車站是一座2層高的高架車站，設有2面4線的島式月台，月台可容納12卡車廂。為了防風，車站設有玻璃屏風。車站大樓的地面和牆身使用了磚頭和鋼鐵，造成了鄰近東田第一高爐的風格。而車站建在一個彎位上。上行（小倉方向）停站列車主要使用3號月台，部分列車使用4號月台。下行（博多、直方方向）方面，為了上下車時安全，停站列車會使用1號月台。
在4號線向内一方（近海一邊）設有貨物線（雙線鐵路），並沒有於站內設置信號機。在此站往枝光一方，旅客線與貨物線在此站分離。
此站是由JR九州服務支援管理的業務委託車站，設有綠色窗口和自動閘機。車站可以使用「SUGOCA」IC卡。

### 月台
| 月台 | 路線       | 上下行 | 方向           | 備註                                    |
| ---- | ---------- | ------ | -------------- | --------------------------------------- |
| 1・2 | 鹿兒島本線 | 下行   | 黑崎、博多方向 | 特急・快速列車等通過列車通常使用2號月台 |
| 3・4 | 鹿兒島本線 | 上行   | 小倉、下關方向 | 部分列車停4號月台                       |

## 使用狀況
在2018年（平成30年）度，1日平均乘車人次為2,349人。
根據JR九州和北九州市的數據，以下是近年1日平均乘車人次列表：
| 年度   | 1日平均 乘車人次 |
| ------ | ---------------- |
| 2000年 | 1,418            |
| 2001年 | 2,576            |
| 2002年 | 1,410            |
| 2003年 | 1,572            |
| 2004年 | 1,757            |
| 2005年 | 1,753            |
| 2006年 | 2,211            |
| 2007年 | 2,650            |
| 2008年 | 2,690            |
| 2009年 | 2,591            |
| 2010年 | 2,788            |
| 2011年 | 2,937            |
| 2012年 | 2,952            |
| 2013年 | 3,127            |
| 2014年 | 3,050            |
| 2015年 | 3,017            |
| 2016年 | 2,878            |
| 2017年 | 3,168            |
| 2018年 | 2,349            |

在2001年舉行北九州博覧祭時，使用人次急增。在2006年後，距離此站5分鐘步行距離的AEON八幡東開業，因此此站的使用人次再次增加。

## 車站周邊
此站是成為日本製鐵（前:新日本製鐵→新日鐵住金）八幡製鐵所後的空置地再開發地區。在車站周邊地區的道路比較寬闊，電線收藏在地底，成為現代的街道模樣。車站也設有大規模設施。在車站北邊設有高架道路連接北九州高速5號線。在車站西南設有東田第一高爐，在日本首個近代製鐵用的高爐。在太空世界還在營業時，可從月台上聽見過山車的聲音。
- 日本製鐵八幡製鐵所[1]
- SPORTS DEPO（日语：スポーツ デポ）太空世界站前店
- GOLF5（日语：GOLF5）太空世界站前店
- 北九州高速5號線枝光出入口
- AEON Mall八幡東（日语：イオンモール八幡東）
- 東田第一高爐史蹟廣場
- 北九州市立自然歷史博物館（日语：北九州市立いのちのたび博物館）
- 北九州市環境博物館（日语：北九州市環境ミュージアム）
- 北九州創新館（日语：北九州イノベーションギャラリー）
- 最好電器八幡本店
- 國道3號
- 製鐵紀念八幡醫院（日语：製鉄記念八幡病院）
- 北九州市立中央中學（日语：北九州市立中央中学校）
- 北九州市立八幡小學（日语：北九州市立八幡小学校）
- 高爐台公園、高爐台球場、八幡東體育館
- 大谷球場（日语：大谷球場）

## 相鄰車站
九州旅客鐵道
鹿兒島本線
■快速、■區間快速
通過
■區間快速（部份列車）、■普通
枝光（JA24）－太空世界（JA23）－八幡（JA22）

## 圖庫

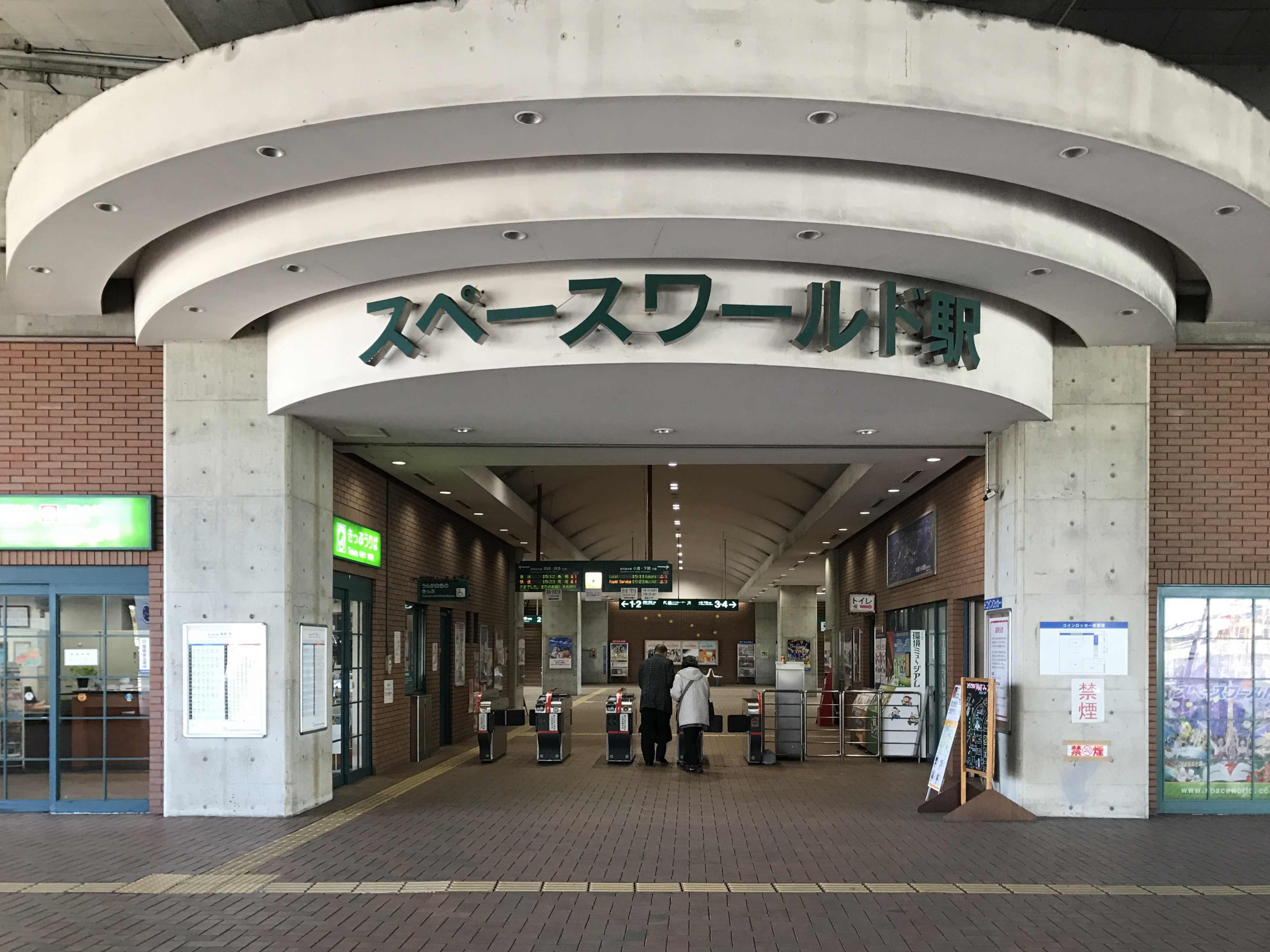
閘口（2017年3月3日）
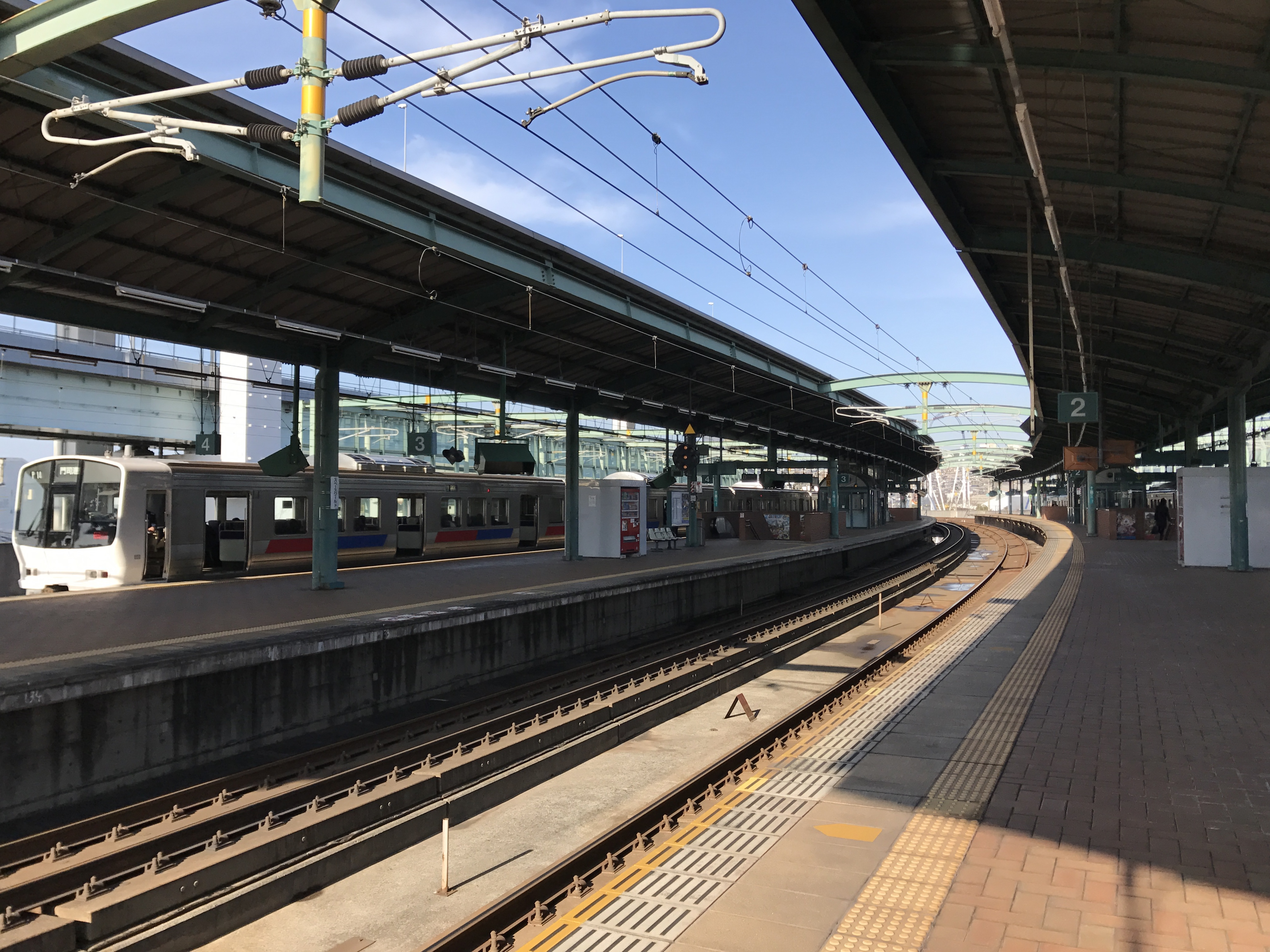
月台（2017年3月3日）
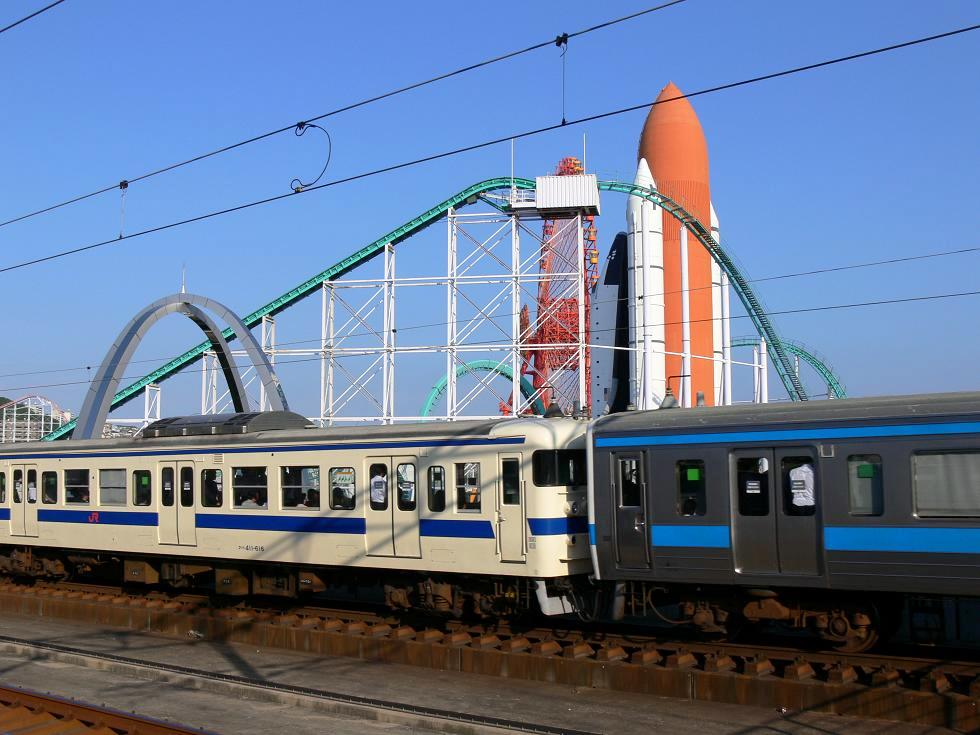
進站列車與「太空世界」（2005年9月29日）
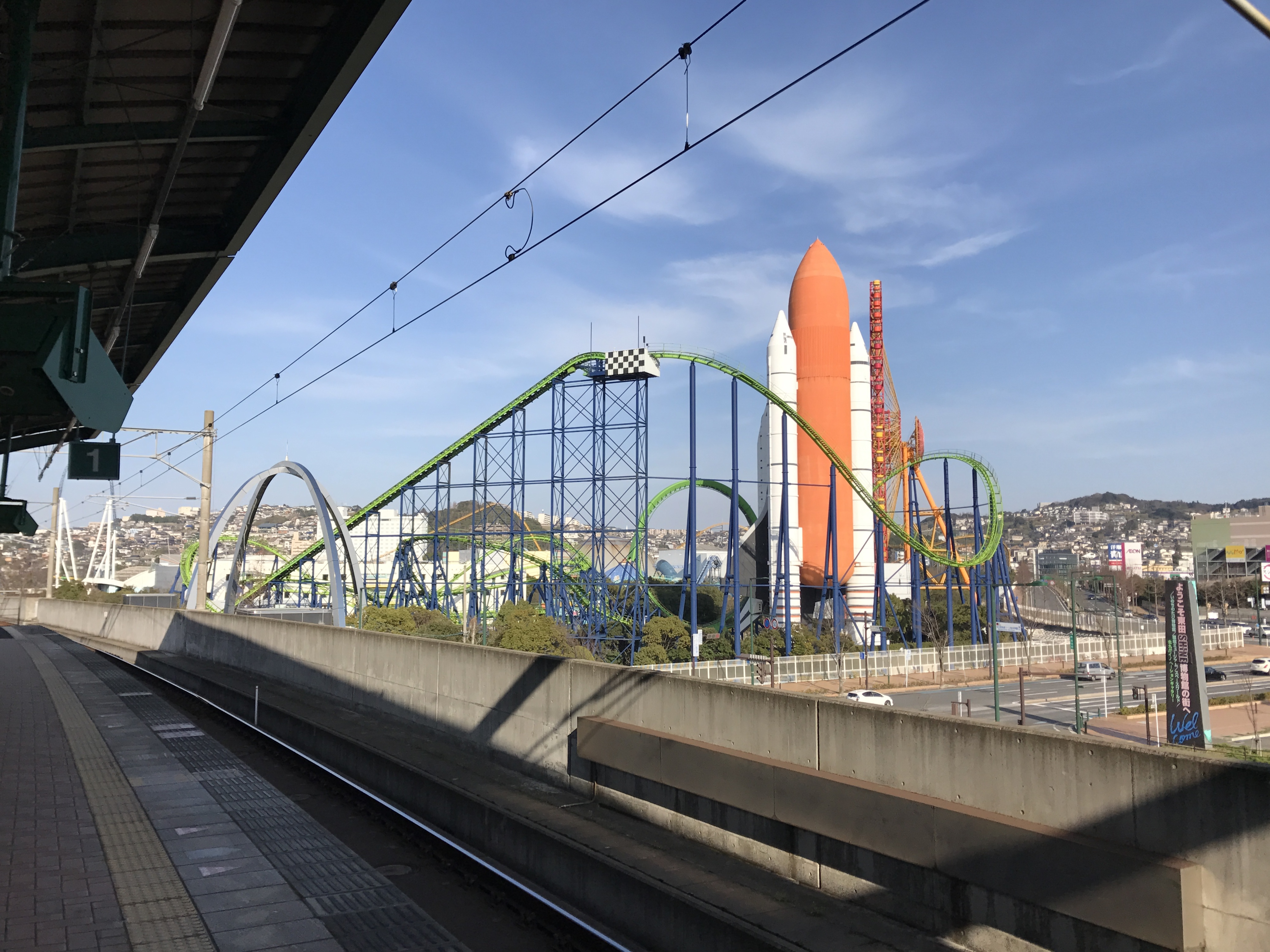
從車站望見「太空世界」（2017年3月3日）

## 注腳
1. 1 2 3 4 5 6 7 8  . 週刊JR全駅・全車両基地 (朝日新聞出版). 2012-09-23, (07): 20.
2. 1 2 3 4 5 6  . 鐵道雜誌 (鐵道雜誌社). 9/1999, (395): 97.
3. ↑  . 太空世界.   [2016-01-15]. （原始内容存档于2016-01-15）.
4. 1 2  . PHP研究所. 10/2015: 49. ISBN 9784569814933.
5. ↑  ＪＲ九州・青柳社長、福岡のスペースワールド閉園後も「駅名は変えない」 （页面存档备份，存于） - 產經新聞（2017年8月11日參閲）
6. ↑  在一些設施關閉後車站名稱沒有改變的例子包括小田急小田原線向丘遊園站與JR外房線行川島站。
7. 1 2   (PDF). 九州旅客鐵道. 2017-12-15  [2017-12-15]. （原始内容 (PDF)存档于2020-05-07）.
8. ↑  JR時間表1999年7月號
9. ↑  . 交通新聞 (交通新聞社). 2009-03-03: 1.
10. ↑  『鐵道迷』1999年4月號，交友社，1999年，p.87
11. ↑  . JR九州服務支援株式會社.   [2019-07-14]. （原始内容存档于2019-07-13）.
12. ↑   (PDF). 九州旅客鐵道.   [2018-07-13]. （原始内容存档 (PDF)于2019-12-06）.
13. ↑  數據北九州（運輸・通信） JR上下車人次

## 外部連結
- 太空世界（車站資訊） - 九州旅客鐵道